# Prótesis (acupuntura)
Las prótesis en la acupuntura son las soluciones de sustitución de nuestras propias capacidades autocurativas, que nos aporta la medicina alopática.
- Los medicamentos antálgicos son una prótesis de nuestro propio sistema antidolor natural (sistema opioide).

- Los medicamentos antiinflamatorios son una prótesis de nuestro propio sistema antiinflamatorio natural (cortisol).

- Los medicamentos antibióticos son una prótesis de nuestro propio sistema antiinfeccioso natural (sistema inmunitario).

- Datos: Q6089590